# Hicksbeachia pinnatifolia
Hicksbeachia pinnatifolia es un pequeño árbol en la familia Proteaceae. La especie es nativa de los bosques  subtropicales de Nueva Gales del Sur y Queensland en Australia. Nombres comunes incluyen nuez bopple roja (red bopple nut), nuez de mono (monkey nut), nuez roja (red nut), nuez res (beef nut), nuez rosa (rose nut) y roble sedoso de marfil (ivory silky oak). El árbol produce frutos rojos y carnosos durante la primavera y verano. Estos contienen semillas comestibles.